# Canton de Lourdes-Est
Le canton de Lourdes-Est est un ancien canton français situé dans le département des Hautes-Pyrénées et la région Midi-Pyrénées. En application du redécoupage cantonal de 2014 en France, le canton de Lourdes-Est se retrouve désormais dans le canton de Lourdes-2, qui correspond à l'ancien canton de Lourdes-Est augmenté de la commune d'Adé.

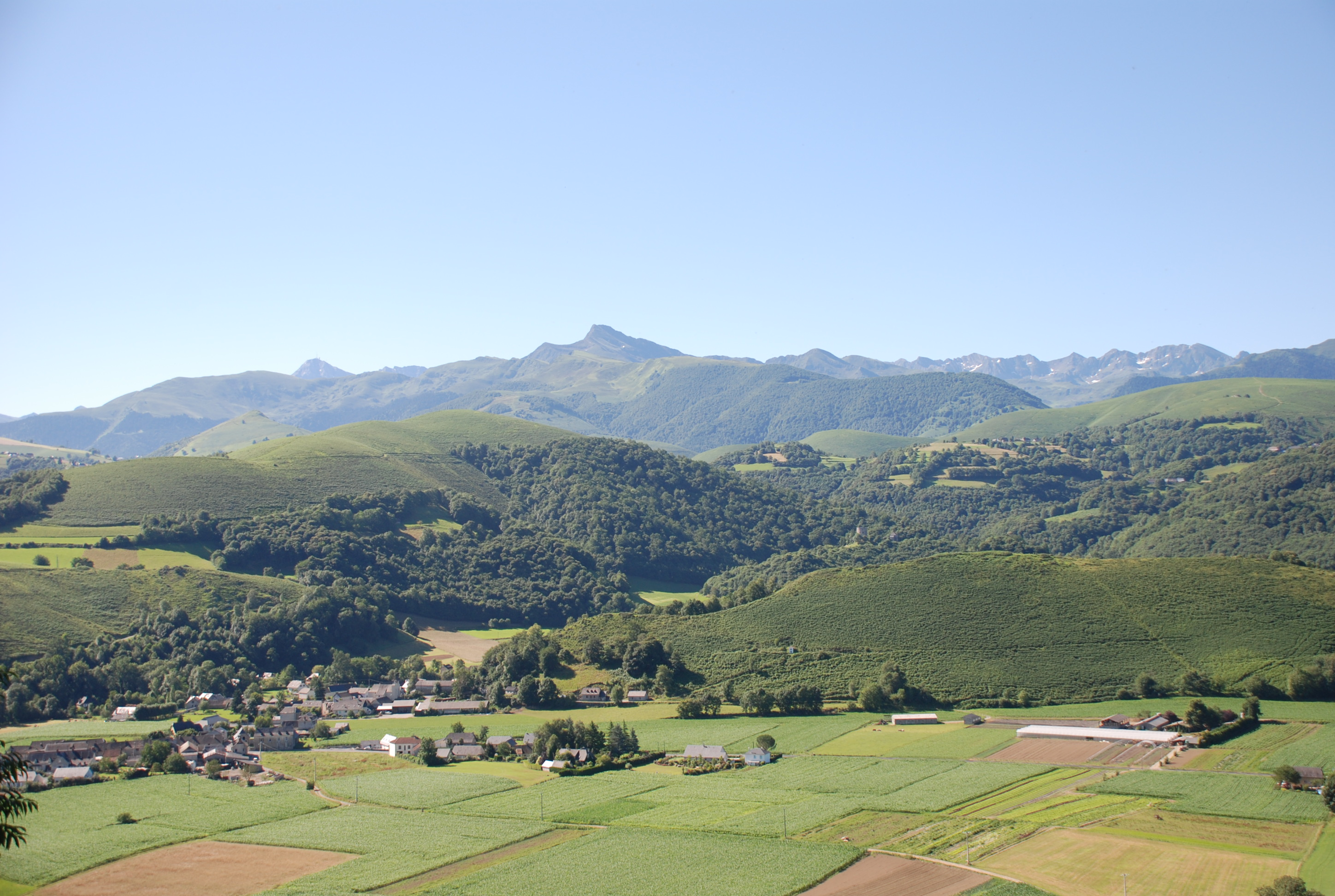
Vue sur une partie de la Baronnie des Angles depuis Bourréac : la plaine de Lézignan au premier plan avec le village d'Arcizac-ez-Angles, le donjon du château du village des Angles au deuxième plan, les crêtes de Germs-sur-l'Oussouet et celles de Sère-Lanso, le pic du Montaigu et le pic du Midi de Bigorre au fond.

## Géographie
Le canton de Lourdes-Est est une entité territoriale au sein d'un ensemble plus large, le Pays de Lourdes, dont l'identité culturelle et économique est plus affirmée aujourd'hui que par le passé, en raison du rôle central exercé par la ville de Lourdes. Le Pays de Lourdes rassemble trois cantons : Lourdes-Est, Lourdes-Ouest et Saint-Pé-de-Bigorre.

### Topographie
Le canton de Lourdes-Est est à la fois un canton de piémont et de montagne, il associe des vallées, de hautes collines et des sommets montagneux. Il est limité :
- à l'ouest par la vallée du gave de Pau, le massif du Pic du Jer et par la ville de Lourdes ;
- au nord, au-dessus de Julos, par la ligne de collines ou serres du Miramont ;
- au sud, par une ligne de crêtes montagneuses dominant la vallée de Castelloubon et allant du Hautacam, à l'ouest, au point culminant du Pic du Montaigu au-dessus de Germs-sur-l'Oussouet et de Gazost, à l'est ;
- à l'est, les hautes collines d'Arrodets et d'Arrayou-Lahitte, au nord-est, sont prolongées par celles de Loucrup et d'Astugue dans le canton voisin de Bagnères-de-Bigorre.

### Hydrographie
Deux bassins hydrographiques se partagent le territoire, celui de l'Echez qui se dirige vers le nord pour rejoindre l'Adour et celui du Neez, un affluent du gave de Pau qu'il rejoint en amont de Lourdes. De fait ces deux bassins correspondent plus ou moins aux deux entités historiques qui constituent le canton, la Baronnie des Angles pour l'Echez, l'Estrem de Castelloubon pour le Neez. Le lieu de passage entre les deux vallées se situe au col de Lingous.

### Accès et réseau routier
Le canton de Lourdes-Est possède la singularité d'être à la fois très proche des grands axes de communication, et donc très bien desservi, et, en même temps d'être à l'écart ou à côté. Il est aux portes de la ville de Lourdes, en bordure de la Nationale 21 reliée à l'autoroute La Pyrénéenne à 10 km de Lourdes, et traversé par la D937 reliant Lourdes à Bagnères-de-Bigorre.
Il offre très rapidement le sentiment d'une rupture rapide, et d'une évasion vers de nouveaux horizons, pour peu que l'on s'engage dans une des routes départementales à lacets qui conduisent à de petits villages très « Vieille Bigorre », entourés de prés et de bois au-delà desquels s'ouvrent les grands espaces ouverts qui les dominent.
Les deux principales routes départementales qui traversent en profondeur le canton sont la D26, dans la vallée du Castelloubon, et la D7 en Baronnie des Angles ; toutes deux se rejoignent au col de Lingous :
- La D26 dessert le Castelloubon en le reliant à la D13 et à la N21, au Pont Neuf, la porte du Lavedan, avant l'accès à la 4 voies de Lourdes-Argelès. La D13 dessert la vallée de Dabant-Aygues (rive droite du gave), les trois premiers villages traversés (Lugagnan, Ger et Geu) font partie du Castelloubon, ainsi que Berbérust-Lias accessible depuis Lugagnan par une route à flanc de montagne.
- La D7 dessert la Baronnie des Angles selon un axe nord-sud, d'une part vers le sud en direction du col de Lingous et de la Croix Blanche à partir d'Arcizac-ez-Angles, d'autre part vers le nord en direction de Lézignan puis de Bourréac et de Paréac pour rejoindre au-delà la vallée de l'Echez et le marquisat de Bénac.

## Histoire

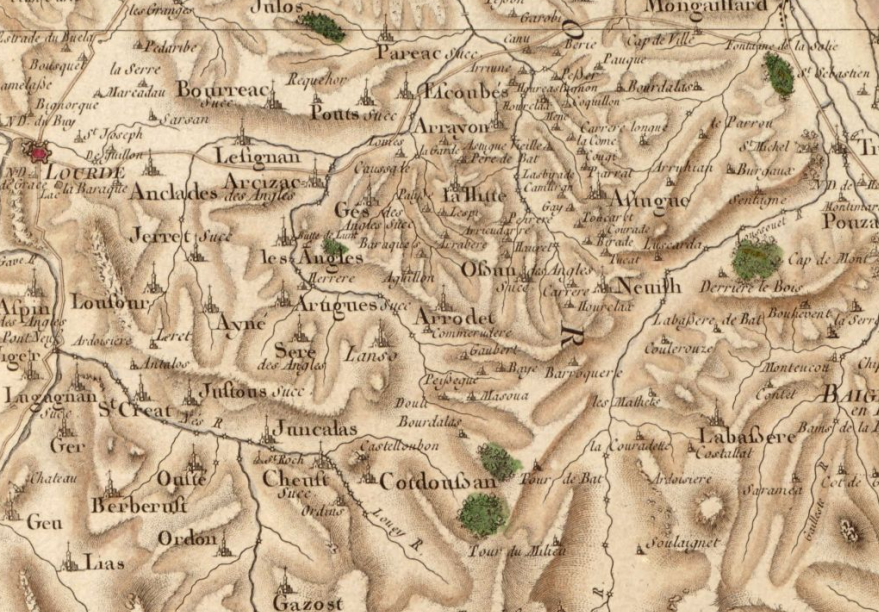
Extrait de la carte de Cassini correspondant à la zone du canton de Lourdes-Est et à une partie de celui de Bagnères de Bigorre

### Origine
Le canton de Lourdes-Est a été créé en 1973 par partition de l'ancien canton de Lourdes, créé en 1790, en deux cantons (Lourdes-Est et Lourdes-Ouest).
En sus de Lourdes, le canton associe deux territoires voisins qui jusqu'en 1789 ont formé deux entités historiques et administratives distinctes en tant que seigneuries différentes : la Baronnie des Angles d'une part et l'Estrem de Castelloubon d'autre part, ce dernier constituant une des sept vallées du Lavedan et relevant comme tel de la vicomté du Lavedan.
Sur le plan religieux, le village des Angles a été le siège d'un archidiaconé parmi les plus importants de Bigorre avec ceux du Lavedan et de Tarbes et d'un archiprêtré. Cette organisation religieuse est décrite par Jean Bourdette dans son livre consacré à la Baronnie des Angles intitulé Notice des Barons de Angles

### Toponymie
Toute la zone pyrénéenne a une toponymie abondante qui documente l'histoire locale, village par village. En raison de leur caractère très varié et très différencié, celle des villages du Pays de Lourdes dont fait partie le canton de Lourdes-Est, et du Lavedan en général, est particulièrement riche. Cette toponymie a été particulièrement développée du fait d'un enracinement paysan qui est à relier au système familial pyrénéen.
Une collecte de ce patrimoine culturel immatériel fait l'objet d'une activité associative dans des communes du canton de Lourdes-Est (Bourréac, Lézignan et Les Angles). Elle s'appuie à Lézignan sur la récente médiathèque de la communauté de communes de la Baronnie des Angles qui bénéficie d'un accès public à l'outil informatique.

## Administration
On retrouvera dans un livre consacré aux conseillers généraux des Hautes-Pyrénées, de 1800 à 2007, une biographie de chacun de ces conseillers dont ceux du canton de Lourdes.

### Conseillers généraux du canton de Lourdes-Est depuis la partition du canton de Lourdes en 1973, et jusqu'en 2015
| Période | Période | Identité              | Étiquette | Qualité |
| ------- | ------- | --------------------- | --------- | --- |
| 1973    | 1994    | François Abadie       | PRG       | Directeur commercial Maire de Lourdes de 1971 à 1989 Député de 1973 à 1981 Sénateur de 1983 à 2001 Secrétaire d'Etat au Tourisme                                                             |
| 1994    | 2001    | Philippe Douste-Blazy | UDF       | Cardiologue Maire de Lourdes de 1989 à 2000 Député Européen de 1989 à 1993 Député des Hautes-Pyrénées de mars à mai 1993 et de 1997 à 2002 Ministre                                          |
| 2001    | 2015    | Josette Bourdeu       | PRG       | Infirmière libérale Conseillère municipale de Lourdes Vice-Présidente du Conseil Général Maire de Lourdes (2014-2020) Présidente de la Communauté de communes du Pays de Lourdes (2014-2017) |

### Conseillers généraux du canton de Lourdes avant la partition (1833-1973)
| Période | Période      | Identité                                     | Étiquette                     | Qualité |
| ------- | ------------ | -------------------------------------------- | ----------------------------- | --- |
| 1970    | 1973         | François Abadie                              | MRG                           | Maire de Lourdes |
| 1961    | 1970         | Georges Béguère (fils du précédent)          | DVD                           | Chef d'entreprise |
| 1945    | 1960 (décès) | Antoine Béguère                              | DVD                           | Maire de Lourdes |
|         |              |                                              |                               | |
| 1919    | 1940         | Laurent Bouriot                              | DVD                           | Médecin - Maire de Lourdes Nommé membre de la Commission administrative départementale Nommé conseiller départemental en 1943 |
| 1909    | 1919         | Justin Lacaze (1859-1926)                    | DVD                           | Négociant Maire de Lourdes (1904-1919 et 1925-1926)                                                                           |
| 1901    | 1908 (décès) | Baptiste Lapeyre (fils de N.Lapeyre)         | Républicain                   | Avocat au barreau de Lourdes, conseiller d'arrondissement                                                                     |
| 1867    | 1901 (décès) | Nestor Lapeyre                               | Bonapartiste puis Républicain | Maire de Lourdes |
| 1839    | 1867         | Pierre Dauzat-Dembarrère (fils du précédent) |                               | Avocat à Paris, puis substitut à Lourdes                                                                                      |
| 1833    | 1839 (décès) | Basile Dauzat                                |                               | Ancien militaire, ancien député (1805-1815), ancien Sous-Préfet                                                               |

sources : Les conseillers généraux des Hautes-Pyrénées 1800-2007, dictionnaire biographique, Archives départementales de Tarbes

### Conseillers d'arrondissement du canton de Lourdes (de 1833 à 1940)
Le canton de Lourdes avait deux conseillers d'arrondissement.
| Période                                  | Période | Identité              | Étiquette          | Qualité |
| ---------------------------------------- | ------- | --------------------- | ------------------ | --- |
| 1833                                     | 1836    | M. Couat              |                    | Négociant, propriétaire à Lourdes                                                                           |
| 1833                                     | 1839    | M. Pailhasson         |                    | Pharmacien à Lourdes                                                                                        |
| 1836                                     | 1842    | Martin Latour         |                    | Avocat, maire de Lourdes                                                                                    |
| 1839                                     | 1848    | M. Dupont             |                    | Propriétaire à Lourdes                                                                                      |
| 1842                                     | 1848    | M. Latour-Brie        |                    | Juge d'instruction au Tribunal civil de Lourdes                                                             |
|                                          |         |                       |                    | |
| 1895                                     |         | M. Vergez             | Conservateur       | |
| 1895                                     |         | M. Gazagne            | Conservateur       | |
| 1898                                     | 1901    | Baptiste Lapeyre      | Républicain rallié | Avocat au barreau de Lourdes                                                                                |
|                                          |         |                       |                    | |
|                                          |         | Auguste-Albert Vergez | Républicain        | Médecin à Lourdes                                                                                           |
|                                          |         | Delphin Camps         | Modéré             | Adjoint au maire de Lourdes                                                                                 |
|                                          | 1940    | Léo Daurat            | Républicain        | Hôtelier, conseiller municipal de Lourdes                                                                   |
|                                          | 1940    | Alexandre Richard     | Républicain        | |
| 1940                                     |         |                       |                    | Les conseils d'arrondissement ont été suspendus par la loi du 12 octobre 1940 et n'ont jamais été réactivés |
| Les données manquantes sont à compléter. |         |                       |                    | |

## Composition

### Communes
Le canton de Lourdes-2, anciennement canton de Lourdes-Est, est composé d'une partie de Lourdes et des 27 communes rurales suivantes :
.
- 1 Les Angles
- 2 Arcizac-ez-Angles
- 3 Arrayou-Lahitte
- 4 Arrodets-ez-Angles
- 5 Artigues
- 6 Berbérust-Lias
- 7 Bourréac
- 8 Cheust
- 9 Escoubès-Pouts
- 10 Gazost
- 11 Ger
- 12 Geu
- 13 Germs-sur-l'Oussouet
- 14 Gez-ez-Angles
- 15 Jarret
- 16 Julos
- 17 Juncalas
- 18 Lézignan
- 19 Lugagnan
- 20 Ossun-ez-Angles
- 21 Ourdis-Cotdoussan
- 22 Ourdon
- 23 Ousté
- 24 Paréac
- 25 Saint-Créac
- 26 Sère-Lanso
- 27 Adé (depuis 2014)

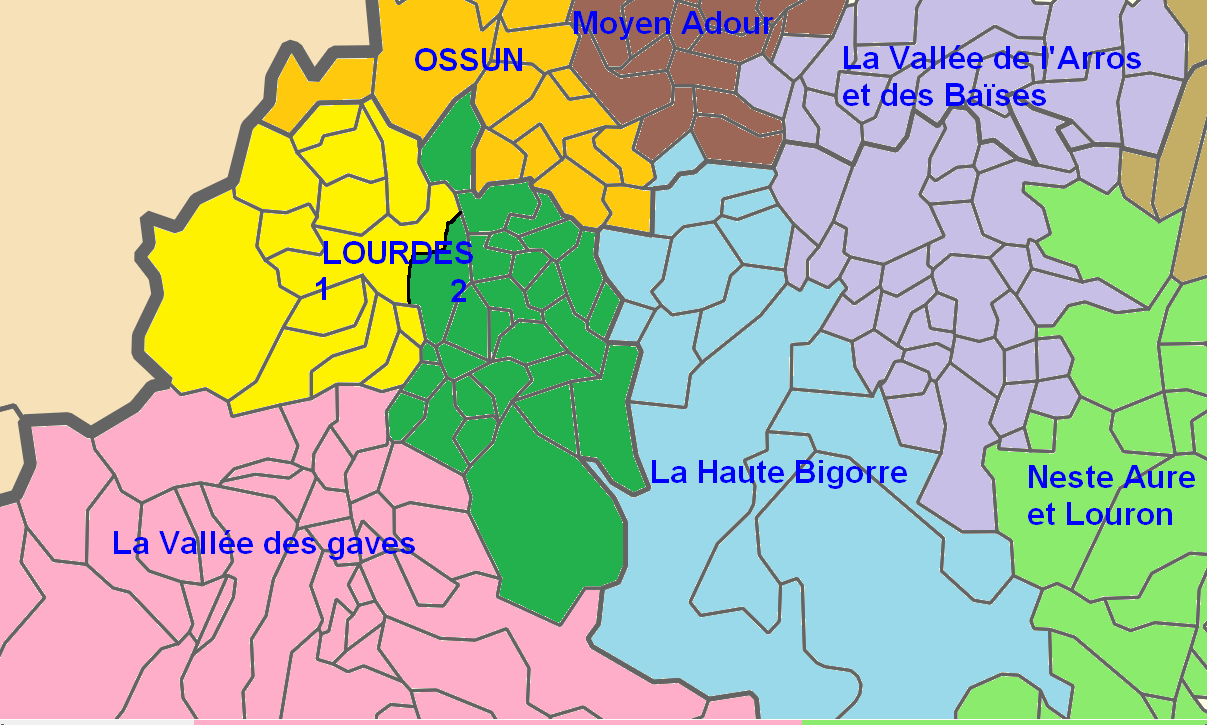
Cartographie des cantons Lourdes 1 et Lourdes 2 : en jaune : Lourdes-1, en vert foncé : Lourdes-2

Les quartiers de Lourdes inclus dans le canton de Lourdes-Est se situent pour partie  à l'est et au sud de la ligne de chemin de fer en partant de la gare, dans la direction de Tarbes, et correspondent pour l'essentiel, à la ville haute dont le quartier de la Mairie et des Halles, à l'exception de la Vieille-Ville (quartier du château fort). La ville basse et ses quartiers voués à l'hôtellerie et aux commerces d'articles religieux, ainsi que les sanctuaires, se trouvent dans le Canton de Lourdes-Ouest.

### Communautés de communes
Le canton de Lourdes-Est comprend en totalité trois communautés de communes (celles de la Baronnie des Angles, du Castelloubon et de la Croix blanche) et une partie de la communauté de communes du Pays de Lourdes (une partie de la commune de Lourdes et les communes de Julos et Paréac).

## Démographie
L'évolution des effectifs de population des communes de France, de 1793 à nos jours, peut être connue via le site Cassini de l'EHESS complétée par les valeurs fournies pour 2009 par l'INSEE.On obtient les résultats suivants pour les communes du canton de Lourdes-Est :
| Commune                              | 1806 | 1821 | 1861 | 1901 | 1921 | 1936  | 1968  | 1990  | 1999  | 2009  |
| ------------------------------------ | ---- | ---- | ---- | ---- | ---- | ----- | ----- | ----- | ----- | ----- |
| Les Angles                           | 346  | 328  | 343  | 227  | 180  | 177   | 151   | 145   | 141   | 133   |
| Arcizac-ez-Angles                    | 211  | 250  | 240  | 189  | 188  | 195   | 138   | 157   | 191   | 265   |
| Arrayou-Lahitte                      | 237  | 217  | 317  | 179  | 163  | 142   | 98    | 83    | 93    | 101   |
| Arrodets-ez-Angles                   | 307  | 260  | 257  | 212  | 169  | 155   | 94    | 62    | 81    | 111   |
| Artigues                             | 56   | 72   | 84   | 53   | 44   | 41    | 30    | 24    | 29    | 25    |
| Berbérust-Lias                       | 198  | 238  | 204  | 162  | 150  | 126   | 69    | 48    | 40    | 54    |
| Bourréac                             | 220  | 140  | 110  | 94   | 76   | 61    | 41    | 46    | 70    | 90    |
| Cheust                               | 310  | 267  | 279  | 233  | 185  | 165   | 108   | 97    | 94    | 86    |
| Escoubès-Pouts                       | 217  | 231  | 256  | 189  | 137  | 110   | 82    | 68    | 96    | 103   |
| Gazost                               | 400  | 391  | 502  | 392  | 325  | 276   | 159   | 135   | 117   | 138   |
| Ger                                  | 157  | 121  | 173  | 189  | 171  | 151   | 117   | 118   | 128   | 173   |
| Germs-sur-l'Oussouet                 | 400  | 497  | 604  | 607  | 424  | 327   | 208   | 122   | 118   | 119   |
| Geu                                  | 158  | 172  | 192  | 150  | 119  | 100   | 105   | 116   | 145   | 170   |
| Gez-ez-Angles                        | 114  | 150  | 109  | 97   | 87   | 47    | 25    | 23    | 22    | 21    |
| Jarret                               | 225  | 257  | 250  | 210  | 144  | 134   | 121   | 225   | 219   | 328   |
| Julos                                | 299  | 324  | 312  | 223  | 213  | 189   | 188   | 218   | 241   | 337   |
| Juncalas                             | 296  | 439  | 401  | 347  | 252  | 241   | 214   | 170   | 193   | 189   |
| Lézignan                             | 390  | 432  | 363  | 405  | 290  | 241   | 214   | 431   | 390   | 379   |
| Lugagnan                             | 72   | 89   | 133  | 181  | 135  | 123   | 165   | 173   | 171   | 168   |
| Ossun-ez-Angles                      | 143  | 173  | 177  | 128  | 71   | 56    | 36    | 19    | 32    | 39    |
| Ourdis-Cotdoussan                    | 62   | 76   | 55   | 62   | 43   | 34    | 47    | 53    | 53    | 50    |
| Ourdon                               | 57   | 100  | 78   | 65   | 51   | 46    | 17    | 9     | 6     | 10    |
| Ousté                                | 155  | 156  | 198  | 158  | 113  | 95    | 62    | 37    | 46    | 45    |
| Paréac                               | 156  | 146  | 164  | 135  | 110  | 99    | 74    | 75    | 69    | 66    |
| Saint-Créac                          | 136  | 192  | 210  | 208  | 174  | 140   | 129   | 117   | 115   | 92    |
| Sère-Lanso                           | 147  | 140  | 221  | 167  | 138  | 122   | 82    | 64    | 54    | 59    |
| Total des villages du canton         | 5571 | 6120 | 6392 | 5379 | 4213 | 3669  | 2804  | 2835  | 2954  | 3240  |
| Lourdes ville (sur les deux cantons) | 3061 | 3393 | 4310 | 8708 | 8736 | 11529 | 17939 | 16300 | 15203 | 15491 |

Entre autres on remarquera l'importance passée de Germs-sur-l'Oussouet située à la porte des estives locales ce qui en faisait un centre d'activités pastorales. Après avoir vu décliner fortement leur population tout au long du XXe siècle, presque tous ces villages ont aujourd'hui une population permanente qui se maintient, voire en augmentation, du fait de résidents permanents dont le lieu de travail est en ville, sur Lourdes ou sur Tarbes. L'accroissement majeur reste toutefois celui de la population temporaire qui résulte des résidences secondaires et des locations saisonnières.

## Vie associative et culturelle
À l'échelle de chaque commune ou parfois de groupes de communes rurales, il existe une association qui organise des activités de loisirs et de vie collective dont la mention doit apparaître dans l'article consacré à chaque commune. Avec un rayonnement couvrant l'une ou l'autre des deux zones historiques et culturelles du canton, La Baronnie des Angles et le Castelloubon, on a :
- Animation en Baronnie des Angles (ABA)

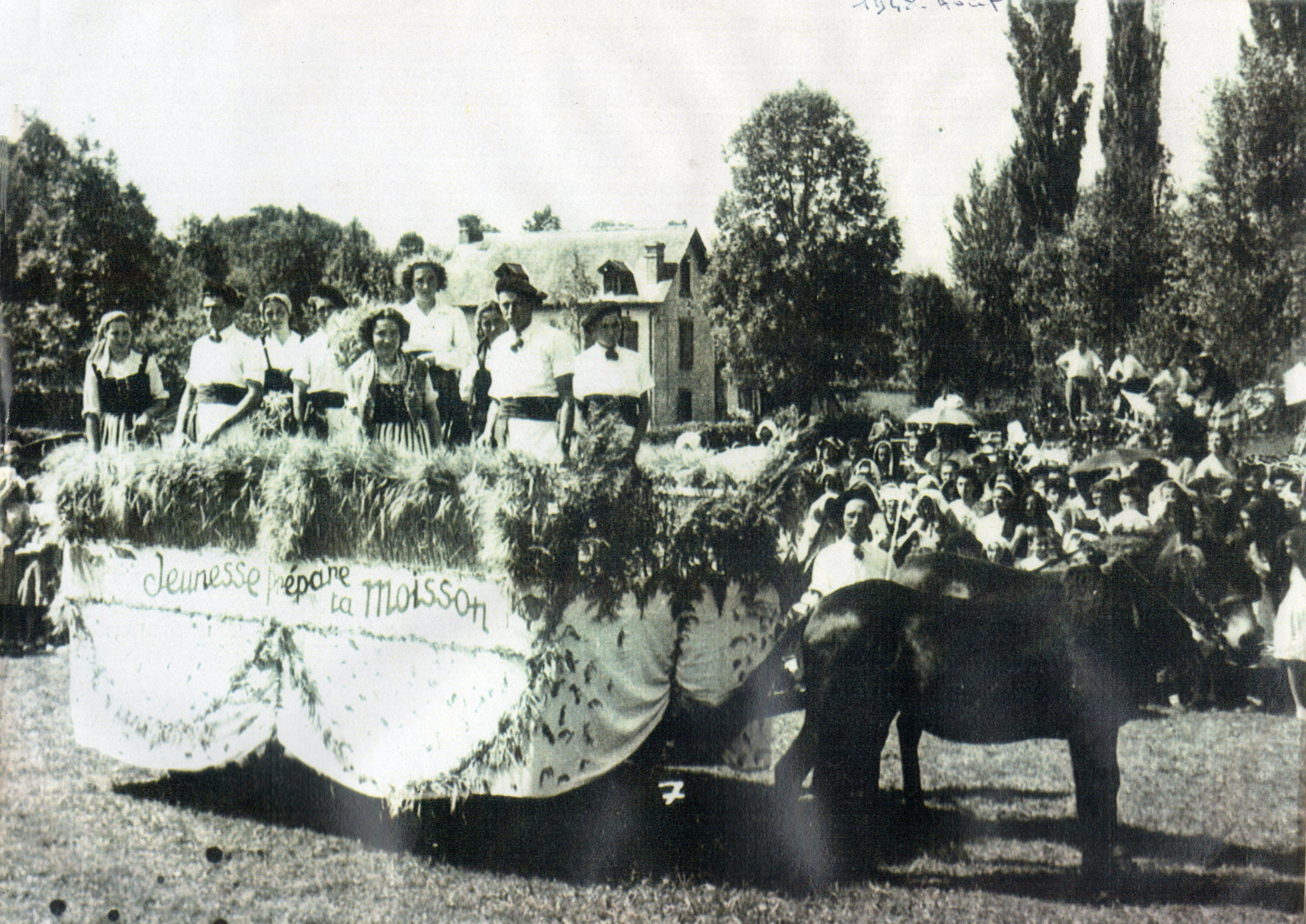
Char fleuri lors de la fête de la Terre organisée par la JAC, aux Angles en 1948

L'activité paroissiale porte sur la totalité du pays de Lourdes, donc sur les trois cantons de Lourdes-Est, Lourdes-Ouest et Saint-Pé de Bigorre. Elle est très vivante, indépendamment de la place occupée par les sanctuaires de Lourdes, et s'exprime dans un bulletin mensuel, A Nouste, bien documenté grâce à des contributions sur différents sujets écrites par des lecteurs dans chaque village. Dans l'après guerre, de 1946 à 1952, le canton de Lourdes a connu une forte activité de la JAC (Jeunesse agricole catholique) qui a contribué aux changements sociaux et techniques de l'agriculture et du monde paysan à cette époque. Elle se manifestait en particulier par l'organisation de Fêtes de la Terre.

## Le patrimoine historique, architectural et environnemental

### Les églises de villages et leurs retables bigourdans
Nombre d'églises du canton de Lourdes-Est comme d'autres villages de Bigorre, se distinguent par leurs retables et autel en bois doré, œuvres, pour la plupart, de la dynastie des Ferrère. Ne sont mentionnées ci après que les églises des villages du canton inscrites à l'inventaire des Monuments historiques (© MH) ou détenant des ouvrages inscrits.
On doit y rajouter celui de l'ancienne église paroissiale Saint-Pierre, à Lourdes, présent dans la chapelle du château fort.
- Geu : église Saint-Martin XIIe siècle, © MH.
- Julos : église Saint-Pierre, XIIe et XVIIIe siècles, © MH. Autel, retable et tabernacle en bois sculpté : Le Reniement de saint Pierre, XVIIIe siècle, © MH.
- Ourdis-Cotdoussan : église Saint-Jacques XVIIe siècle et 4e quart du XVIIIe siècle, © MH et Retable XVIIe siècle, © MH.
- Escoubes-Pouts : église Saint-Jean-Baptiste. Sculpture, bas-relief, pierre de Lourdes, (La Crucifixion, Sainte Barbe, la Vierge de Pitié), XVIIIe siècle, © MH.
- Juncalas : église Notre Dame. Maître-autel, tabernacle et retable, décoré de trois bas-reliefs : l'Assomption de la Vierge, la Vierge du Rosaire et Saint Michel, XVIIIe siècle, © MH.
- Lézignan : église de la Toussaint. Maître-autel, tabernacle et retable de l'Assomption, avec les anges adorateurs, XVIIIe siècle, © MH.
- Paréac : maître-autel, tabernacle, retable et sa toile représentant l'Assomption, XVIIIe siècle, © MH.

### Trois lieux chargés d'histoire
- Le château des Angles aux Angles

Le château fort des Angles, sur sa motte féodale, se trouve dans le village des Angles. Abandonné à partir du XVe siècle par les barons des Angles, le château laissé à l'abandon tomba en ruines. Passé dans le domaine public, le château y demeura jusqu'en 1980. De l'édifice perdu au milieu des taillis de châtaigniers ne restait qu'une bâtisse à l'entrée du site et le donjon, imposant encore, dont une partie était écroulée. En 1980, Jack Cernaix et son épouse parvinrent à racheter les ruines et le terrain à la municipalité de l'époque,. Le donjon a été reconstruit, selon les plans des architectes des bâtiments de France, à l'identique de la construction originelle, ainsi que l'ancien logis qui est aujourd'hui un gîte rural. L'ensemble des bâtiments ainsi restaurés laisse une impression visuelle forte dans le paysage du territoire de la Baronnie au point que ce château en est redevenu un élément identitaire repris dans le logo de la communauté de communes de la Baronnie des Angles. On se reportera à l'article Baronnie des Angles, l'une des huit baronnies du Comté de Bigorre, pour l'histoire des barons des Angles attachée à ce château.
- Les ruines de Castet-Gelos, (ou château Jalou sur certaines cartes) à Geu

Elles se dressent sur un site remarquable, un piton calcaire isolé sur la rive droite du gave qui domine le village de Geu et la vallée d'Argeles de près de 100 m. Elles sont visibles depuis la nationale de Lourdes à Argeles-Gazost. À la base du piton, à l'est, se trouve une grande carrière qui exploitait le calcaire pour en faire de la chaux et maintenant pour la production de gravier (Sté Daniel). Le château qui contrôlait l'accès Nord de la vallée fut fondé au début du XIVe siècle par les vicomtes du Lavedan pour être le fief d'Arnaud, fils puîné du vicomte Raymond Garcie IV. Jean de Béarn, commandant la place de Lourdes pour le roi d'Angleterre, s'en empara à la fin du XIVe siècle. La garnison anglaise abandonna le château en 1404 après l'avoir démantelé. Arnaud de Lavedan retrouva alors son bien et le releva de ses ruines. Le site fut ensuite occupé pendant deux siècles, mais le 21 juin 1660, il fut ravagé par le même tremblement de terre qui détruisit aussi le château  de Castelloubon et l'abbaye de Saint-Savin. On accède aux ruines par le Sud, en empruntant un chemin qui part derrière l'église de Geu. Comme à Castelloubon, des falaises ou de très fortes pentes bordent l'édifice et l'accès sans précaution peut être dangereux. Il demeure les vestiges de plusieurs enceintes successives, parfois taillées dans le roc, et la base du donjon sur la partie la plus élevée de la colline. La partie la plus visible est un pan de mur d'une dizaine de mètres de longueur sur environ 5 m de hauteur, au Nord. On ne peut que regretter l'état d'abandon mais l'impression laissée reste très forte.
- Les ruines de Castelloubon (château de Castelloubon) à Cotdoussan

Le château de Castelloubon a donné son nom à la vallée. Ce nom rappelle l'origine de sa fondation, au début du Xe siècle, par le premier vicomte du Lavedan, Mansion Loup, issu de la dynastie de Loup Ier de Vasconie qui a donné les premiers ducs de Vasconie et comtes de Bigorre. Le château fut la résidence des vicomtes du Lavedan jusqu'au début du XIe siècle. Un tremblement de terre ravagea les bâtiments en 1660, entraînant l'abandon définitif du site et sa ruine. Visibles depuis la départementale, à hauteur de Cheust, les ruines dominent en nid d'aigle la vallée orientée est-ouest, du sommet d'un piton calcaire entouré de falaises abruptes et couvert de buis. L'accès est possible depuis Cotdoussan mais le parcours n'est pas tracé et peut être dangereux. Les vestiges d'un donjon rectangulaire sont encore bien visibles, ainsi que les murs d'une petite chapelle avec des restes de peinture, des portions relativement nettes de l'ancien mur d'enceinte et des traces de logis près du donjon.

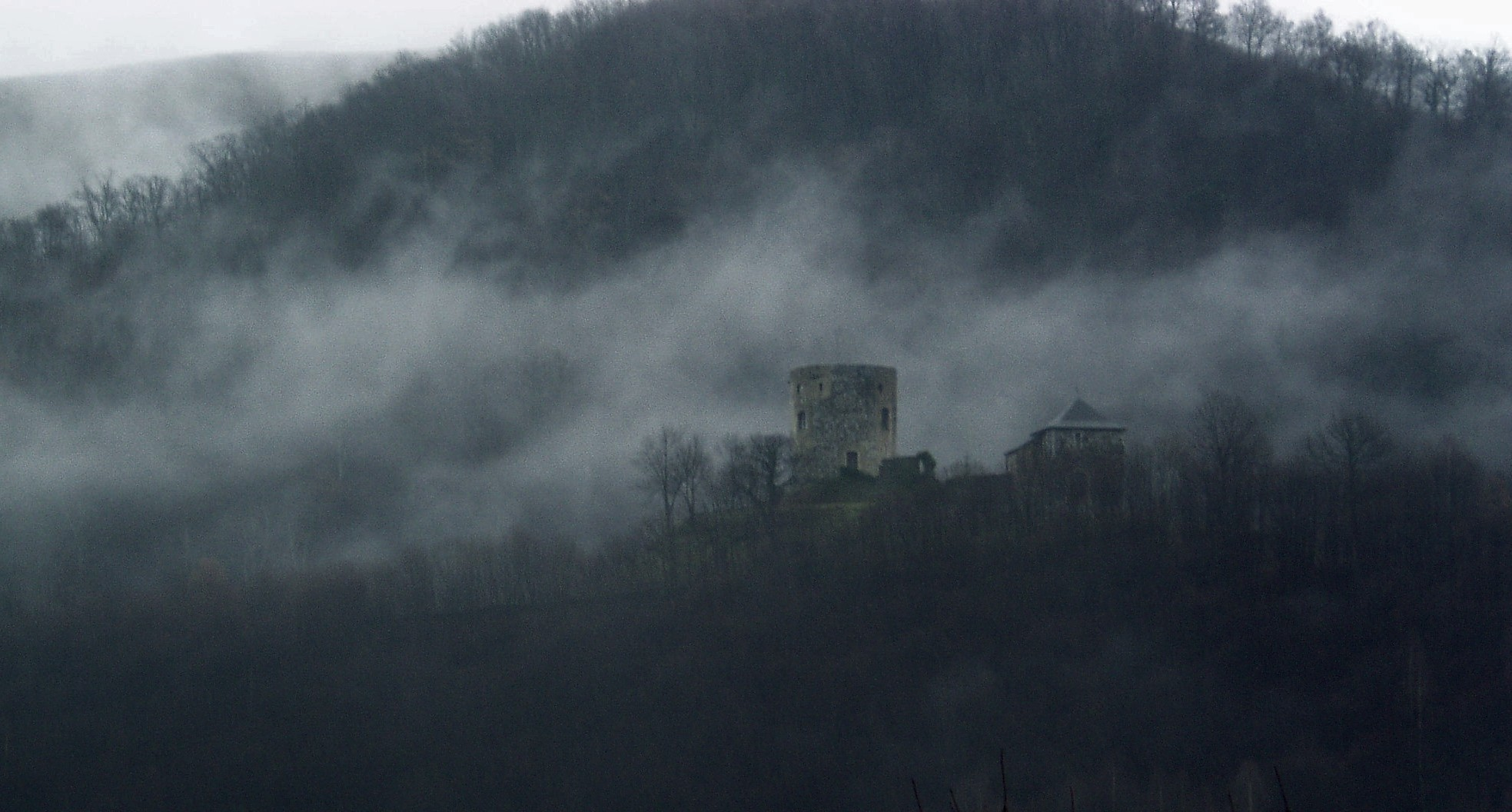
Château des Angles dans la brume
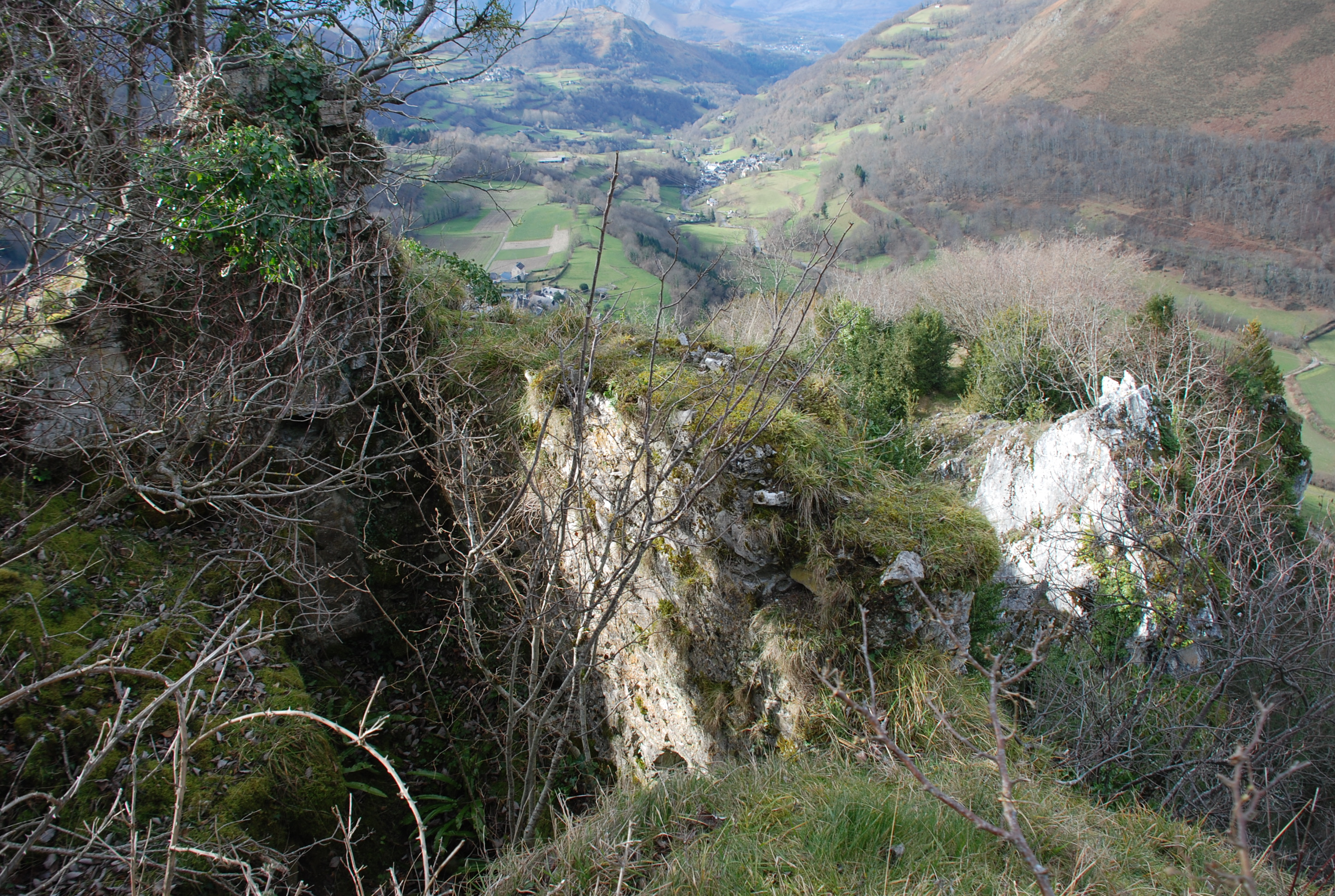
Ruines du Castelloubon (Cheust et Ourdis-Cotdoussan) avec vue sur la vallée

### Les vieilles maisons et fermes bigourdannes

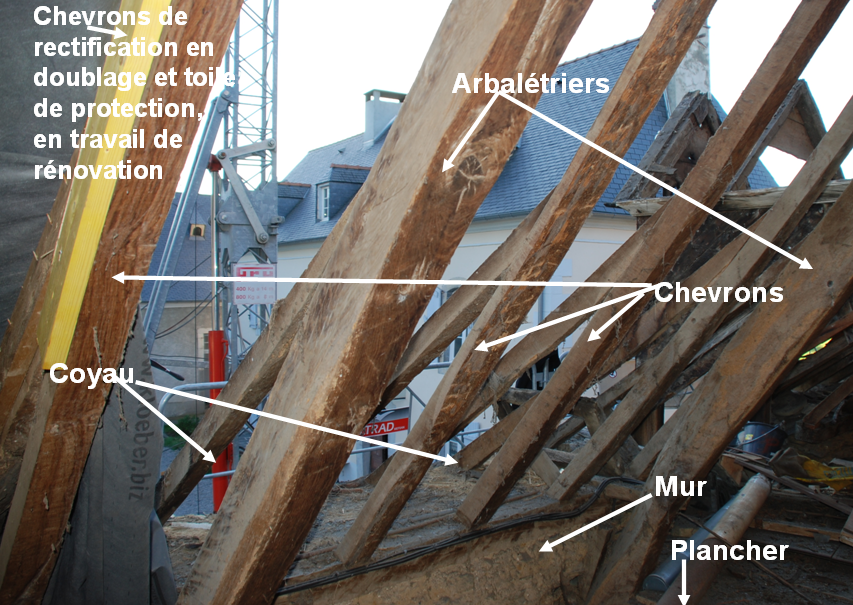
Détails de charpente de grange-étable avec coyau à Bourréac

Des maisons paysannes ou de bourgeoisie rurale, construites aux XVIIIe et XIXe siècles, sont présentes dans la plupart des villages. Les éléments caractéristiques, outre les proportions harmonieuses du toit et des murs, sont les encadrements des portes et fenêtres en pierre de Lourdes, les toits d'ardoises avec coyau (voir le détail sur la photo), les portails de fer forgé, ainsi que des détails de cour de ferme tels que les abreuvoirs, les poulaillers et porcheries en pierre de taille, un marbre gris appelé pierre de Lourdes, et des clôtures en labàs (plaques de schiste dressées) issus des anciennes ardoisières ou en pierres sèches roulées par les glaciers, en zones morainiques.
Le tout témoigne d'une relative prospérité passée fondée essentiellement sur l'élevage ovin en rapport avec l'exploitation des estives, voire, dans quelques cas, dans le canton de Lourdes-Est, sur l'élevage du cheval tarbais pour la remonte, après 1870, ce dont rend compte surtout l'architecture d'anciennes fermes des villages de plaine autour de Tarbes, notamment dans le Canton d'Ossun. Les matériaux de construction étaient trouvés sur place mais aujourd'hui les ardoises doivent être importées d'Espagne tandis que la pierre de taille semblable à la pierre de Lourdes, utilisée en rénovation, vient désormais d'Arudy.

### Le bâti au fil de l'eau: lavoirs, leytès, abreuvoirs, moulins et scieries
- Lavoirs, leytès et abreuvoirs
- Moulins et scieries

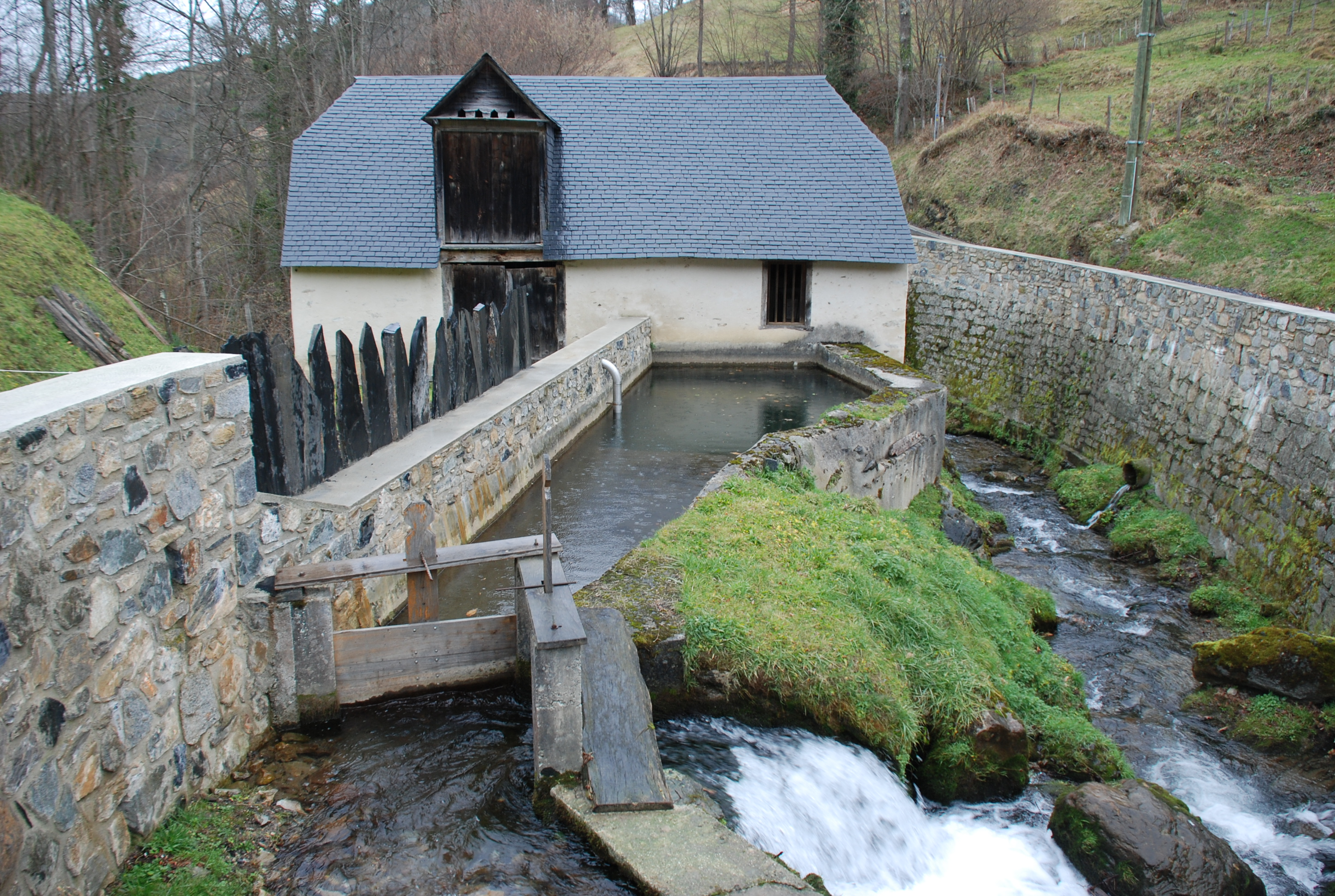
Moulin restauré à Ourdis-Cotdoussan
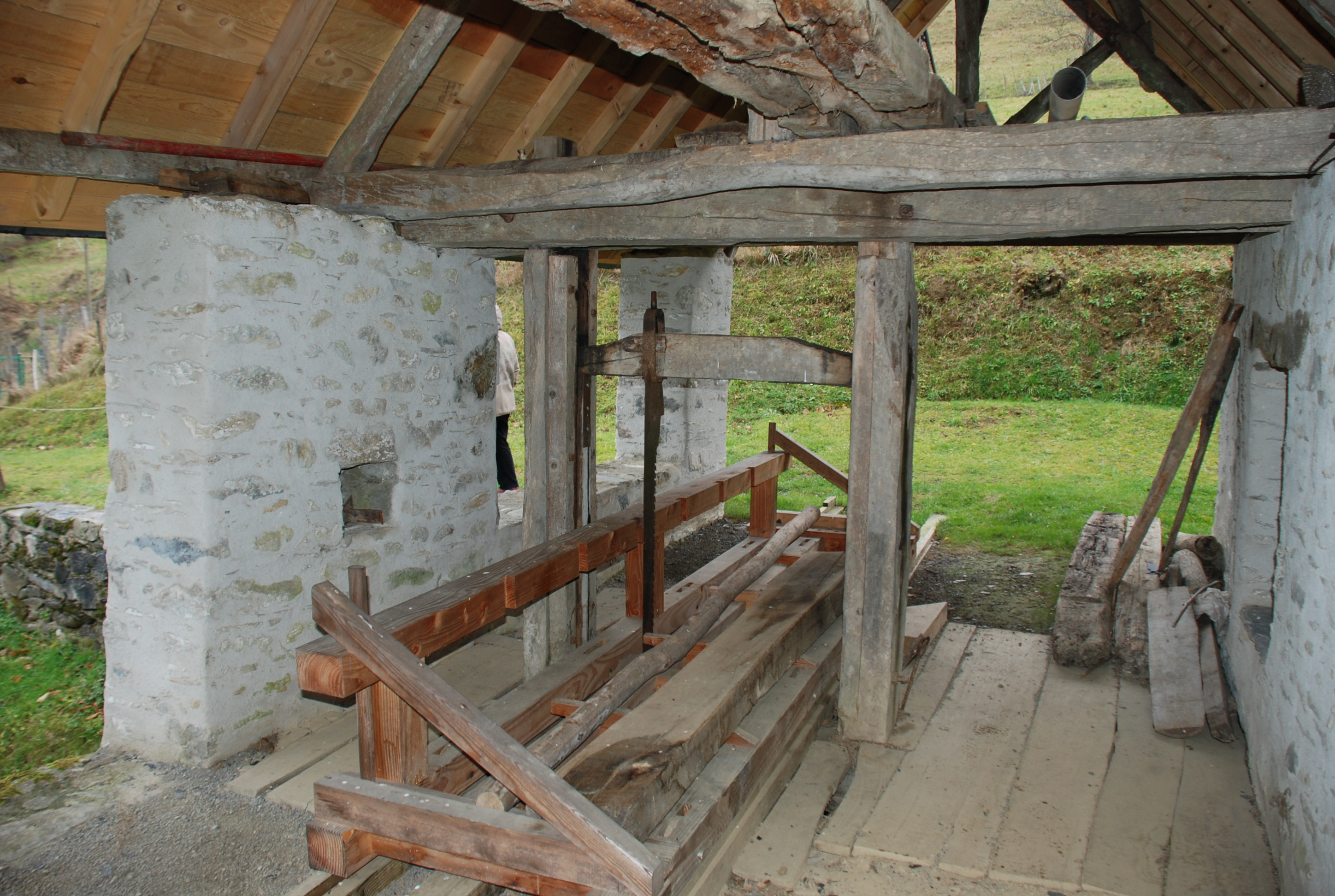
Scie mécanique restaurée fonctionnant à l'énergie hydraulique à Ourdis-Cotdoussan

### Les granges foraines et les prairies de fauche ou pâturées

#### Les granges foraines
Les granges foraines ou bordes sont des granges-étables éloignées de l'habitation et du siège de l'exploitation. On sait par les textes anciens qu'elles existent depuis longtemps. La comparaison  entre les plans cadastraux actuels et les plans cadastraux napoléoniens de 1809 montre que beaucoup sont déjà mentionnées  à cette date. Mais la confrontation avec l'inventaire général de la richesse terrienne réalisé pour la seule Baronnie des Angles, maison par maison, dans chaque village, en 1738-1741, laisse à penser que beaucoup ont été construites dans la deuxième moitié du XVIIIe siècle. Ces granges ont été conçues pour éviter de ramener le foin de toutes les prairies au siège de l'exploitation, face aux risques qu'une traction animale de chars de foin pouvait faire courir sur des parcours et chemins difficiles. Elles devaient aussi permettre le développement de l'exploitation à distance lorsque son extension n'était pas possible dans les villages à habitat groupé. De fait cette exploitation allait de pair avec un important travail itinérant et quotidien pour le soin aux animaux et le transport à dos d'homme du lait récolté sur place. Ces granges sont situées dans des prés, ou en limite de pré. Elles étaient destinées autrefois au stockage du foin et du regain récoltés dans ce pré, à un hivernage des animaux à la mauvaise saison et à leur mise à l'abri, la nuit. Leur conception générale est celle des granges étables du siège d'exploitation mais avec un moindre volume et sans recours à des éléments ornementaux comme la pierre de taille. Elles comprennent deux parties : le fenil à l'étage, une étable ou une bergerie en rez-de-chaussée  plus ou moins haute qui recevait des brebis ou des vaches et leurs veaux en nombre variant selon l'espace disponible et le fourrage qui pouvait être récolté et stocké. Certaines, plus importantes, ont une partie habitation et une partie étable avec fenil, ce sont d'anciennes métairies, à l'écart du village. Une même exploitation peut avoir plusieurs bordes et il n'est pas de quartier dans un village du canton de Lourdes-Est qui n'en compte pas au moins une.
Leurs qualités esthétiques (toits d'ardoises avec outeaux plats généralement et murs en pierres) et souvent leur emplacement leur confèrent une importante valeur paysagère et patrimoniale. Une publication du Conseil d'architecture, urbanisme et environnement des Hautes-Pyrénées leur a été consacrée,. Elles sont aujourd'hui inadaptées à la mécanisation et aux conditions techniques d'élevage et de stockage des fourrages, sauf à servir d'abri aux animaux qui pâturent à proximité. Leur entretien s'avère très souvent problématique et la situation de beaucoup est en péril. Heureusement certaines d'entre elles peuvent être sauvegardées en étant reconverties pour un usage de tourisme en conformité avec la réglementation consultable sur le site de la DDEA 65.

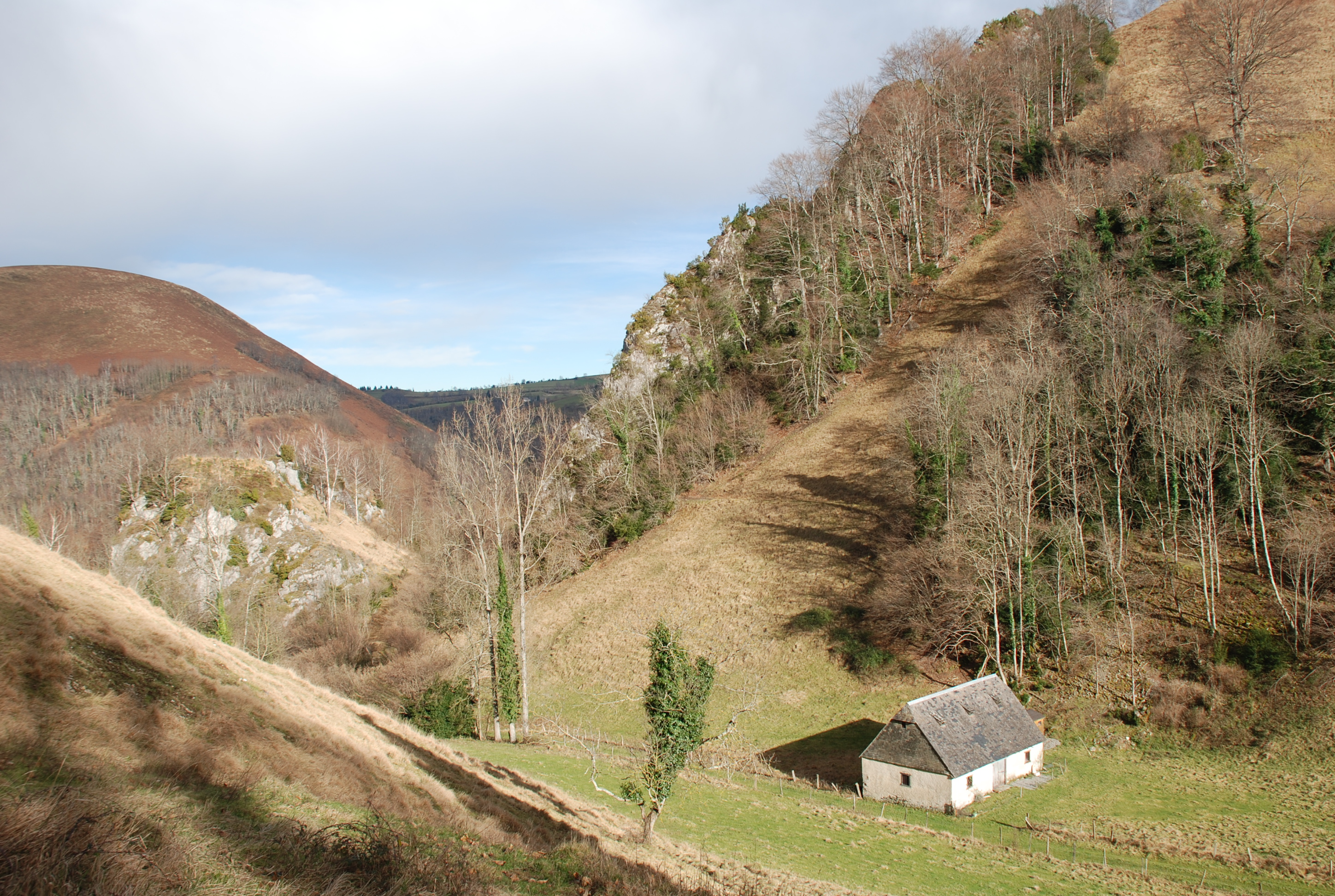
Grange foraine dans le Castelloubon
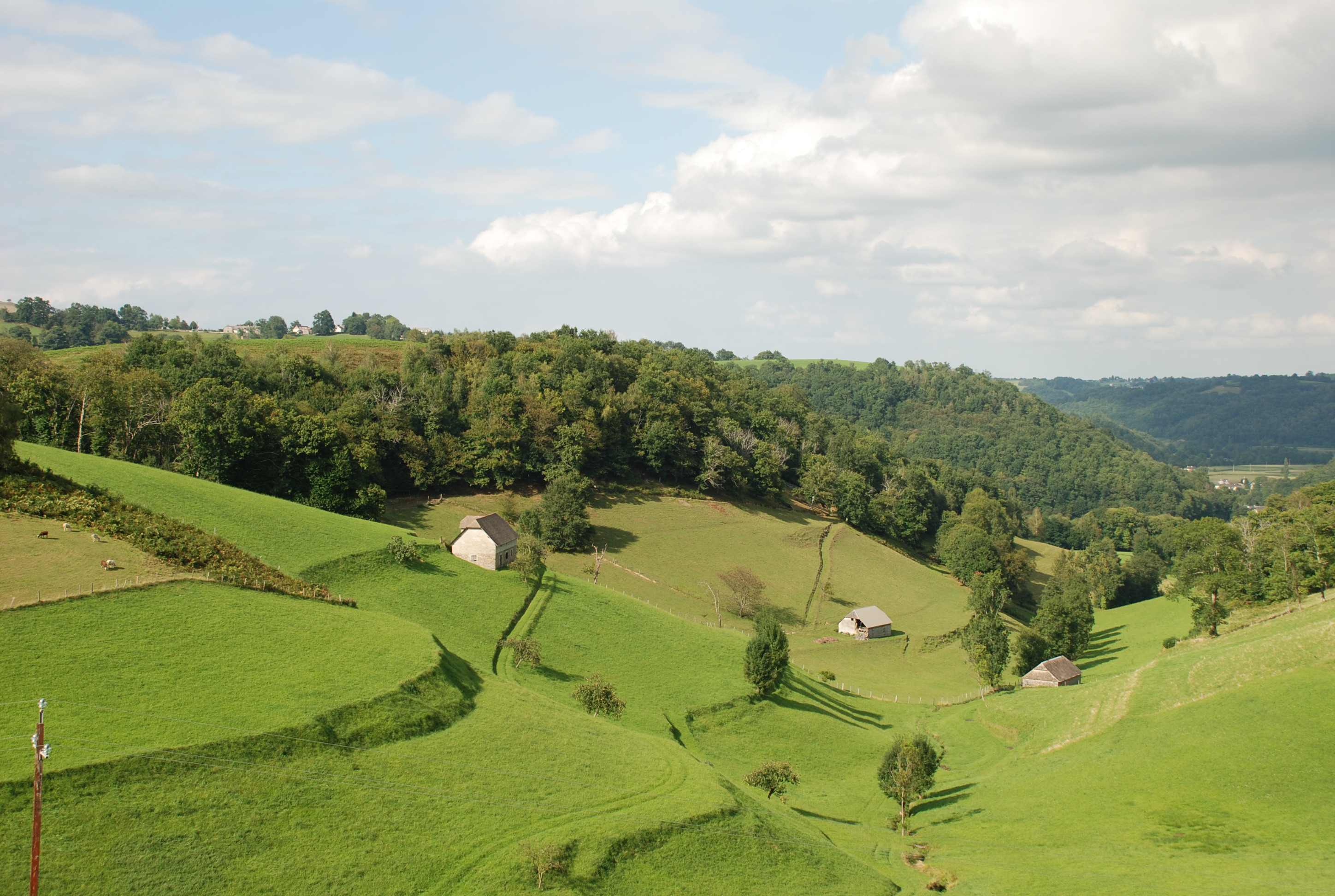
Granges foraines dans la Baronnie des Angles

#### Les prairies: de la prairie de fauche irriguée d'autrefois à la prairie pâturée d'aujourd'hui
Les prairies pyrénéennes irriguées ont longtemps fait l'émerveillement des visiteurs tels Froidour, picard d'origine, qui, en 1685 a donné une description détaillée des « aménagements admirables de toutes les eaux qui sont sur les montagnes » et des « très agréables prairies » qu'elles desservent, ou encore Arthur Young, agronome et touriste anglais, qui, en 1787, livre une description enthousiaste de la vallée de Campan qui « offre le paysage le plus exquis dont mes yeux se soient jamais régalés ». Les géographes en ont donné aussi une description et une analyse technique et ethnographique, Henri Cavailles en 1931, Michel Chevalier en 1956. Pour Chevalier, en 1956, les pratiques d'irrigation n'ont guère changé au cours des siècles et il souligne qu'"il n'existe nulle part dans les Pyrénées de règlements locaux sur l'irrigation parce que presque partout l'eau abonde". Un seul élément suffit à expliquer tout cela : le travail humain. Il suffit de se reporter au tableau de la démographie dans cet article pour comprendre l'importance de la population paysanne d'autrefois et la situation d'aujourd'hui.
Cette époque est donc révolue, bassins et rigoles sont comblés, l'irrigation n'est plus pratiquée, ici comme ailleurs. Les prairies de fauche se concentrent désormais sur les espaces plans, là où la mécanisation rend possible le préfanage et le conditionnement en balles rondes. Les prairies de fauche pentues sont devenus des pacages mais elles offrent le charme des espaces semi-naturels pourvu que ces espaces restent ouverts. Le risque, avec la déprise, serait le passage à l'étape suivante, le stade de la friche herbacée qui précède celui de la friche ligneuse et la fermeture du paysage. Sur la relation entre la friche et le système social villageois pyrénéen on pourra se reporter à un travail de Claude Mercier en vallée d'Aure . Ce risque est encore largement contenu dans le canton de Lourdes-Est du fait du maintien d'un élevage allaitant important soutenu par les aides communautaires.

### Les sites panoramiques
Ils sont très nombreux et référencés sur une carte élaborée par le SIVOM du canton de Lourdes Est. On peut mentionner en particulier :
- Le massif calcaire du Pic du Jer (951 m), près de Lourdes
- La Croix Blanche : sur Ossun-ez-Angles, route d'Arrodets-ez-Angles à Germs-sur-l'Oussouet, table d'orientation (833 m)
- Les sommets de Germs-sur-l'Oussouet dont le pic de la Clique (1 048 m), proche du village, et, sur les sentiers vers le Pic du Montaigu (2 339 m) : le Couret (1 496 m), le Cuq-Trémail (1 494 m), le pic de l'Oussouet (1 873 m)
- Les hauts de Sère-Lanso : Soum de Caubi (829 m), Soum de Basta (859 m) et Tucoulet (873 m)
- Le Miramont, au-dessus de Julos (648 m)
- Les hauts de Bourréac près de Lourdes, vers Julos (le Pouey Long à 601 m) et vers  Pouts (553 m)

### Faune et flore

#### Faune
On mentionnera en particulier la présence reconnue du Desman des Pyrénées et de la loutre sur les rives du Neez.

## Les activités

### L'Agriculture

#### Agriculture et environnement
L'importance de l'agriculture, dans le canton de Lourdes comme ailleurs, va bien au-delà d'un bilan technique et économique des productions en volume et en valeur. L'agriculture et en l'occurrence l'élevage sont les principaux moyens de gestion et d'aménagement des espaces contribuant à la perception positive de l'environnement. Ils génèrent des satisfactions environnementales appelées aménités qui participent au charme et à l'attrait des lieux en sus de l'atout majeur que peut être le panorama sur la chaîne pyrénéenne : des paysages ouverts, des espaces entretenus, des prés, des animaux qui animent ces espaces etc.
Toutefois, ici comme dans les autres zones de montagne, en France et ailleurs, l'agriculture et l'environnement ont été affectés par la forte déprise agricole : une population active agricole beaucoup moins nombreuse et plus âgée ne peut plus offrir aux visiteurs le spectacle d'une agriculture de montagne quasiment jardinée que l'on connaissait encore jusque dans les années 1950, avant la disparition progressive de l'agriculture paysanne. Toutefois, à défaut d'être des prairies de fauche irriguées comme elles l'étaient autrefois, les vastes étendues herbeuses vouées au pacage offrent aujourd'hui le charme des espaces semi-naturels entretenus par des tondeuses animales, vaches, moutons et chevaux.

#### L'élevage
Le canton de Lourdes-Est a été le berceau d'élevage de deux races locales faisant l'objet d'un programme de sauvegarde : la race bovine lourdaise et la race ovine lourdaise.

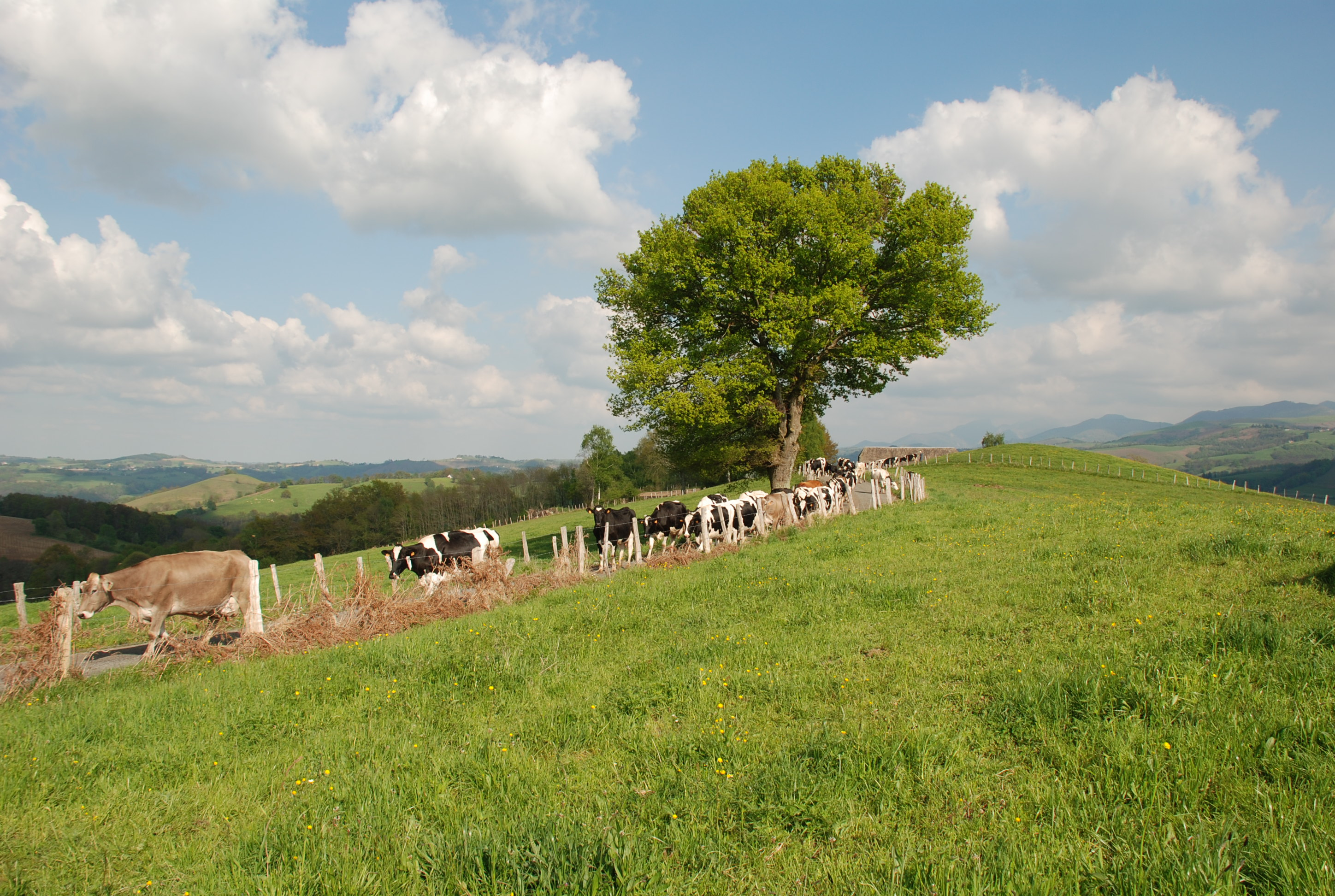
Rentrée des vaches, le soir, pour la traite à Peyrehicade. Photo prise au Courtaou, à Bourréac
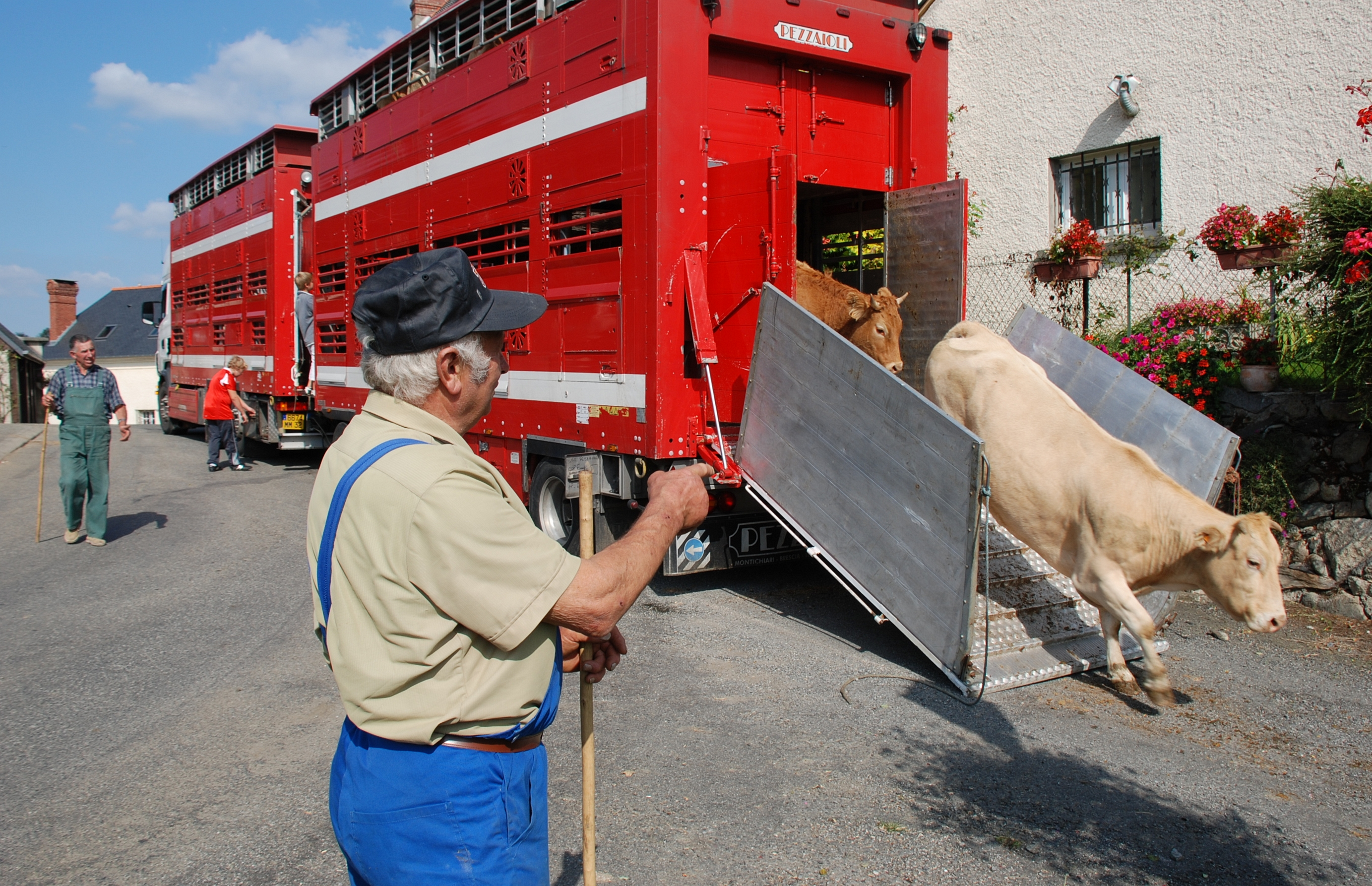
Retour d'estive à Bourréac, à la fin septembre

Aujourd'hui, la plupart des exploitations traditionnelles ont été remplacées par des exploitations moins nombreuses et mécanisées, principalement orientées sur l'élevage bovin allaitant (production de veaux broutards et de veaux sous la mère), en races bovines blonde d'Aquitaine et limousine avec transhumance dans les estives, et fonctionnant de ce fait dans un modèle semi extensif répondant aux attentes d'une économie touristique. De belles exploitations ovines demeurent mais l'élevage ovin a été pénalisé par la fermeture de l'abattoir de Lourdes à la fin des années 1980, ce qui l'a privé d'un débouché local et d'une évolution comparable à celle dont a bénéficié l'élevage du canton de Luz-Saint-Sauveur avec le mouton de Barèges. Il existe quelques élevages bovins laitiers, mais les conditions locales lui sont peu favorables en zone plaine de plus en plus urbanisée aux portes de Lourdes car, à la différence de l'élevage allaitant moins intensif, certains choix techniques découlant de la nécessaire modernisation peuvent se heurter à des problèmes de voisinage.
Le canton de Lourdes-Est a été un foyer d'élevage d'une race porcine authentiquement locale, le Pie-Noir de Bagnères, qui, dans les années 1980, a servi à reconstituer la race porcine Pie noir du Pays basque. Exclusivement vouée à l'autoconsommation, elle semble avoir disparu dans le canton. Dans ce même registre d'un élevage porcin extensif, quelques élevages de race porcine gasconne se sont créés pour produire du noir de Bigorre.

#### Productions végétales
Lézignan et sa plaine ont une tradition de production légumière de qualité qui se maintient et sert le marché des producteurs de Lourdes. Nombre de jardins familiaux  perpétuent la production de l'oignon doux de Trébons et du haricot tarbais. Le maïs reste la plante reine des terres labourables, il bénéficie de bons rendements grâce à la qualité des sols et à une pluviosité bien répartie.

#### Couvert forestier
Le couvert forestier est en voie d'accroissement. Il a jadis été limité par le pastoralisme et notamment par l'écobuage pratiqué l'hiver sur les landes de fougères à proximité. Les grands domaines forestiers se situent dans le Castelloubon, notamment sur Gazost.
- Le châtaignier a longtemps été un arbre emblématique de ce terroir pyrénéen tant pour sa production que pour les ressources en bois d'œuvre qu'il offrait : les voliges de granges et des maisons étaient faites en bois de châtaignier, très tannique et donc imputrescible et non attaqué par les insectes, (mais le tanin avec le temps finissait par attaquer les clous fixant les ardoises). La maladie de l'encre et la déprise agricole ont eu raison de cette exploitation. Reste un couvert abondant largement sous exploité avec de beaux arbres en bordure de prairies. Il suffirait pour réhabiliter la châtaigne que des productions gastronomiques locales, qui existent, soient proposées. Les châtaigneraies se prêtaient autrefois à une forme de sylvopastoralisme, en particulier des porcs de race locale de type ibérique, le pie noir de Bagnères, dont le comportement placide et sédentaire convenait bien à ce type d'exploitation.
- Le frêne élevé (Fraxinus excelsior) est très commun, souvent dans des haies, voire en milieu de prairie, parfois à proximité des granges foraines dont il accentue l'intérêt paysager tout en servant de brise-vent. Il était autrefois très apprécié, tant comme bois d'œuvre que de chauffage ainsi que pour son feuillage qui pouvait servir de fourrage de substitution pour les ovins en période de sécheresse. estivale.
- Les chênes, chêne rouvre ou chêne sessile (Quercus petraea), chêne pédonculé (Quercus robur L. = Q. pedunculata Ehrh.) sont très représentés. Ils fournissaient autrefois les meilleures charpentes des granges et des maisons.
- Avec l'altitude, le hêtre (Fagus sylvatica) devient omniprésent, les Pyrénées sont considérées comme un des foyers d'expansion de cette espèce qui s'est ensuite répandue vers le nord, avec le recul des glaciations, et une des zones où la biodiversité y est restée la plus grande[27].
- Dans le passé des forêts de sapins (Abies alba) et d'épicéas (Picea abies) ont été plantées dans le Castelloubon, l'exploitation forestière qui utilisait la force motrice de l'eau est associée à l'histoire de la vallée, cette histoire peut conduire le visiteur à la découverte d'un lieu secret où coulent des torrents, profondément enfoncé au pied du pic du Montaigu, appelé "Scierie de Gazost". Dans ce secteur se trouvent les sources sulfureuses froides de Gazost qui furent longtemps utilisées localement après avoir été connues des Romains[28]. Elles connurent de 1819 aux années 1870 plusieurs tentatives de mise en valeur. Situation géographique, desserte routière, manque de capitaux locaux contribuèrent à l'échec de ces réalisations, qui fut conclu par la captation et la canalisation de ces eaux, en 1885, au profit d'Argelès (appelée Argelès-Gazost depuis 1896).

#### Les Commissions Syndicales
Les commissions syndicales sont des collectivités territoriales instituées par la loi du 5 avril 1884. Elles sont gestionnaires d'un territoire qui est la propriété indivise de plusieurs communes. Elles ont la charge d'équiper la montagne en pistes, accès, abreuvoirs, cabanes, etc. Au niveau de la chaîne des Pyrénées, les commissions syndicales ont constitué une fédération,. Elles sont au nombre de deux dans le canton de Lourdes-Est :
– la commission syndicale de la Baronnie des Angles ;
– la commission syndicale du Castelloubon.

### Tourisme
On se reportera à l'article Lourdes pour les activités de tourisme et de pèlerinages propres à la ville de Lourdes. Si elles sont surtout développées dans la partie de Lourdes située dans le canton de Lourdes-Ouest il est évident que tout le canton de Lourdes-Est est aussi entraîné par la dynamique lourdaise, par tout ce qui se fait et se passe sur Lourdes. On pourra aussi consulter le site officiel de la communauté de communes du Pays de Lourdes, notamment pour l'offre culturelle de sa très belle médiathèque située dans le bâtiment des halles au centre de la ville. Mais on comprendra qu'on ne puisse citer ici que les seules activités économiques à visée touristique situées dans les villages du canton de Lourdes-Est, donc en dehors de la ville de Lourdes, et qui tirent aussi parti des autres atouts et de l'originalité de ce canton. Elles se déclinent en :
- Gîtes ruraux
- Chambres d'hôtes
- Restaurants
- Terrains de camping

### Artisanat et entreprises

#### Artisanat et entreprises dans les villages du canton de Lourdes-Est
Jadis, Lourdes et son canton étaient et païs dets labassayres et peyrès (le pays des ardoisiers et tailleurs de pierre). Peyré (carrier ou tailleur de pierre) était le sobriquet qui désignait les gens de Lourdes au temps de Bernadette Soubirous. On ne voit aujourd'hui, depuis la route, que les dépôts des anciennes ardoisières, notamment celle du Pont-Neuf, à Lugagnan, de couleur claire, très résistante, qui a permis la réalisation de toitures qui ont duré plus de deux cents ans. Les anciennes carrières de pierre sont visibles près de Lourdes.
- La dernière ardoisière exploitée des Hautes-Pyrénées se situe à Juncalas (Entreprise Labes).
- À Arcizac-ez-Angles, un marbrier a maintenu une production de pierre de taille bouchardée sur le modèle de celle qui se faisait autrefois pour les encadrements de portes et fenêtres (Entreprise Voldoire).

#### Industrie
Parmi les activités industrielles présentes seulement sur Lourdes on mentionnera plus particulièrement :
- L'usine SEB[32] à la Serre de Sarsan, à Lourdes, spécialisée dans le petit électroménager avec un magasin d'usine.
- SBM (Sciences et Bio Matériaux Lourdes)[33], entreprise située sur la ZI du Monge, à Lourdes, spécialisée dans l'élaboration de biomatériaux pour la reconstruction osseuse.
- Les établissements Toupnot[34], à Lourdes, spécialisés dans les conserves de viande, notamment du corned-beef presque entièrement exporté.
- AI2P/ PI[35] (Atelier d'injection plastique des Pyrénées-Pyrénées Injection) entreprise située sur la zone de Saux, à Lourdes, spécialisée dans la fabrication de pièces techniques en matière plastique, pour l'électroménager en particulier.